# James Tanis
James Tanis (ur. 1965) – papuaski polityk z Bougainville, prezydent Autonomicznego Regionu Bougainville od 6 stycznia 2009 do 10 czerwca 2010.

## Życiorys
James Tanis urodził się i dorastał w Panam Village w Lamane, na granicy centralnego i południowego Bougainville. Tanis był jednym z przywódców Armii Rewolucyjnej Bougainville (BRA,  Bougainville Revolutionary Army), powołanej w 1989 do walki o niepodległość wyspy. W czasie negocjacji z władzami Papui-Nowej Gwinei, odegrał kluczową rolę w procesie zawierania porozumienia pokojowego w 2001. James Tanis jest członkiem Kongresu Ludowego Bougainville, partii politycznej założonej przez Josepha Kabui.
Tanis wziął udział w pierwszych wyborach prezydenta Autonomicznego Regionu Bougainville w czerwcu 2005. Zajął wówczas trzecie miejsce, za Josephem Kabui i byłym gubernatorem Johnem Momisem.
Po śmierci prezydenta Josepha Kabui w czerwcu 2008, James Tanis wziął udział w wyborach prezydenckich w listopadzie i grudniu 2008. 28 grudnia 2008 został ogłoszony zwycięzcą wyborów. Pokonał 13 rywali, zdobywając 13,5 tysiąca głosów, podczas gdy drugi Sam Akoitai zdobył 10 tysięcy głosów.
6 stycznia 2009 James Tanis został oficjalnie zaprzysiężony na stanowisku prezydenta Autonomicznego Regionu Bougainville. Na ceremonię, która odbyła się w Arawie, przybyło wielu mieszkańców wyspy. Uroczystości trwały cały dzień i były wypełnione ludowymi tańcami i śpiewem.
James Tanis pełnił urząd przez 18 miesięcy, do końca konstytucyjnej kadencji Josepha Kabui. Tanis zapowiedział, że głównym celem jego rządów będzie zjednoczenie narodu i wszystkich frakcji politycznych, podzielonych w czasie walk o niepodległość.